# Конекни, Трэвис
Трэ́вис Коне́кни (англ. Travis Konecny, /koʊˈnɛkniː/; 11 марта 1997 года, Лондон, Онтарио, Канада) — канадский профессиональный хоккеист, выступающий на позиции правого нападающего за клуб Национальной хоккейной лиги «Филадельфия Флайерз».

## Карьера

### Клубная
В 2013 году на драфте ОХЛ был выбран клубом «Оттава Сиксти Севенс» под общим 1-м номером и стал обладателем «Джек Фергюсон Эворд». По итогам первого сезона ОХЛ стал лидером лиги по количеству набранных очков и заброшенных шайб среди новичков. Также стал обладателем «Эммс Фэмили Эворд», призу лучшему новичку ОХЛ.
Перед сезоном 2014/2015 был назначен капитаном «Сиксти Севенс». В сезоне провёл 60 матчей в которых набрал 68 (29+39) очков.
На драфте НХЛ 2015 был выбран в 1-м раунде под общим 24-м номером клубом «Филадельфия Флайерз». 16 июля 2015 года подписал с «Филадельфией» 3-летний контракт новичка.
Сезон 2015/2016 начал в составе «Оттавы Сиксти Севенс» за которую провёл 29 матчей, после чего был обменян в «Сарнию Стинг».
За «Флайерз» дебютировал 14 октября 2016 года в матче против «Лос-Анджелес Кингз», в котором сделал две результативные передачи. Свой первый гол в НХЛ забил 25 октября 2016 года в ворота «Баффало Сейбрз».
16 сентября 2019 года подписал с «Филадельфией» новый контракт сроком на 6 лет и на общую сумму $ 33 млн.
15 января 2021 года оформил свой первый хет-трик забросив три шайбы в ворота «Питтсбург Пингвинз».
26 октября 2024 года набрал 5 очков (1+4) в матче против «Миннесоты» (7:5).

### Международная
На международном уровне представляет Канаду. В 2014 году стал бронзовым призёром юниорского чемпионата мира. В 2016 году принял участие в молождёжном чемпионате мира, однако сборная Канады не смогла завоевать медали, заняв по итогам турнира 6-е место. В 2017 году в составе основной сборной Канады принял участие в чемпионате мира и завоевал серебряную медаль уступив в финале сборной Швеции.
В 2025 году был включён в состав сборной Канады на чемпионат мира в Швеции и Дании.

## Статистика
| Легенда | Легенда                    | Легенда | Легенда                   | Легенда | Легенда    |
| ------- | -------------------------- | ------- | ------------------------- | ------- | ---------- |
| И       | Количество проведённых игр | Штр     | Штрафное время            | +/−     | Плюс-минус |
| Г       | Голы                       | П       | Голевые передачи          | О       | Очки       |
| -       | Статистика неизвестна      | —       | Статистика не учитывалась |         |            |